# الجراج (فلم)
الجراج فيلم دراما مصري بطولة نجلاء فتحي، فاروق الفيشاوي، سيد زيان جورج سيدهم، علاء ولي الدين، تحية كاريوكا من إنتاج سنه 1995.

## القصة
موضوعه يدور حول «نعيمة» (نجلاء فتحي) حارسة عمارة وسايسة جراج في إحدى العمارات بالزمالك، وهي أيضًا أم لسبعة أطفال. أما زوجها «زِينهم» (سيد زيان) فهو عاطل عن العمل ومنحرف أخلاقيًا ومتنكرًا لمسئوليته أمام زوجته وأطفاله، ويسعى للحصول على عقد عمل في الخارج حتى يتحقق له ذلك، فيسافر تاركًا أطفاله السبع لأمهم تتحمل وحدها عبء تربيتهم أمام الفقر الشديد الذي تعاني منه العائلة، وبعد مدة يقرر عدم إرسال أي مصروف لهم ثم يعرفون أنه تزوج من امرأة أخرى فتشعر «نعيمة» بحالة من اليأس والإحباط. أصيبت «نعيمة» بمرض السرطان في حالته الأخيرة مما جعلها تهب معظم أطفالها عند عائلات مقابل أجور، وطلبت من أطفالها بأن يعدوها بأن يتلاقو بعد أن تفارق الحياة. بعد وفاتها يقرر أبنائها العودة إلى الجراج ويجتمعون مع بعضهم.

## بطولة
الفيلم من بطولة نجلاء فتحي، فاروق الفيشاوي، سيد زيان، جورج سيدهم، علاء ولي الدين، تحية كاريوكا.
إخراج علاء كريم (قصة وسيناريو وحوار) محمود صلاح (مؤلف)

## روابط خارجية
- مقالات تستعمل روابط فنية بلا صلة مع ويكي بيانات